# En el palco (Cassatt)
En el palco, también conocida como En la Ópera, es una pintura impresionista de 1878 de la artista estadounidense Mary Cassatt. Este óleo sobre lienzo se encuentra actualmente en el Museo de Bellas Artes de Boston, que también tiene un dibujo preliminar de la obra. El cuadro muestra a una mujer burguesa en el teatro de la ópera mirando a través de sus binoculares, mientras un hombre al fondo la mira a ella. El traje y el abanico de la mujer dejan claro su estatus de clase alta. Los historiadores del arte ven la pintura como un comentario sobre el papel del género, la mirada y el poder en los espacios sociales del siglo XIX.

## Fondo

### Identidad personal
Los sujetos femeninos de Cassatt a menudo se ven como una extensión de su vida personal. Cassatt tuvo una temprana pasión por la pintura y convenció a su padre para que le permitiera asistir a la escuela de arte en un momento en que era inusual que las mujeres lo hicieran. Después de que su padre le diera permiso para estudiar en la Academia de Bellas Artes de Pensilvania, se mudó a París, donde ejerció como pintora y expuso con los impresionistas. La historiadora del arte Susan Yeh ha argumentado que los sujetos femeninos de Cassatt, como la propia Cassatt, superan los estereotipos de género y buscan la independencia.

### Impresionismo
Cassatt fue introducida al impresionismo por Edgar Degas. Los pintores impresionistas a menudo pintaban escenarios sociales contemporáneos como cafés, bulevares populares y teatros de ópera. Este nuevo movimiento satisfizo el deseo de Cassatt de hacer arte que fuera relevante para la vida moderna. Al igual que otros pintores impresionistas, Cassatt utilizó pinceladas sueltas para capturar momentos fugaces. Cassatt fue autorizada por los impresionistas para elegir su propio tema, ignorando los géneros históricos favorecidos por la Academia Francesa.

## La Ópera
La escena tiene lugar en un palco elevado de un teatro de ópera. El atuendo de día sugiere una función diurna. Durante el siglo XIX, el teatro de la ópera no solo era un lugar para ver representaciones teatrales y musicales, sino también un importante punto de reunión social donde se mezclaban personas de clase alta y burguesas. Sirvió como uno de los pocos entornos públicos a los que las damas podían asistir libremente. La elección de tal escenario de Cassatt ha sido interpretada por académicos como un medio para resaltar la creciente agenda de las mujeres en la sociedad del siglo XIX.

### Cuadros similares

El palco, Mary Cassatt.

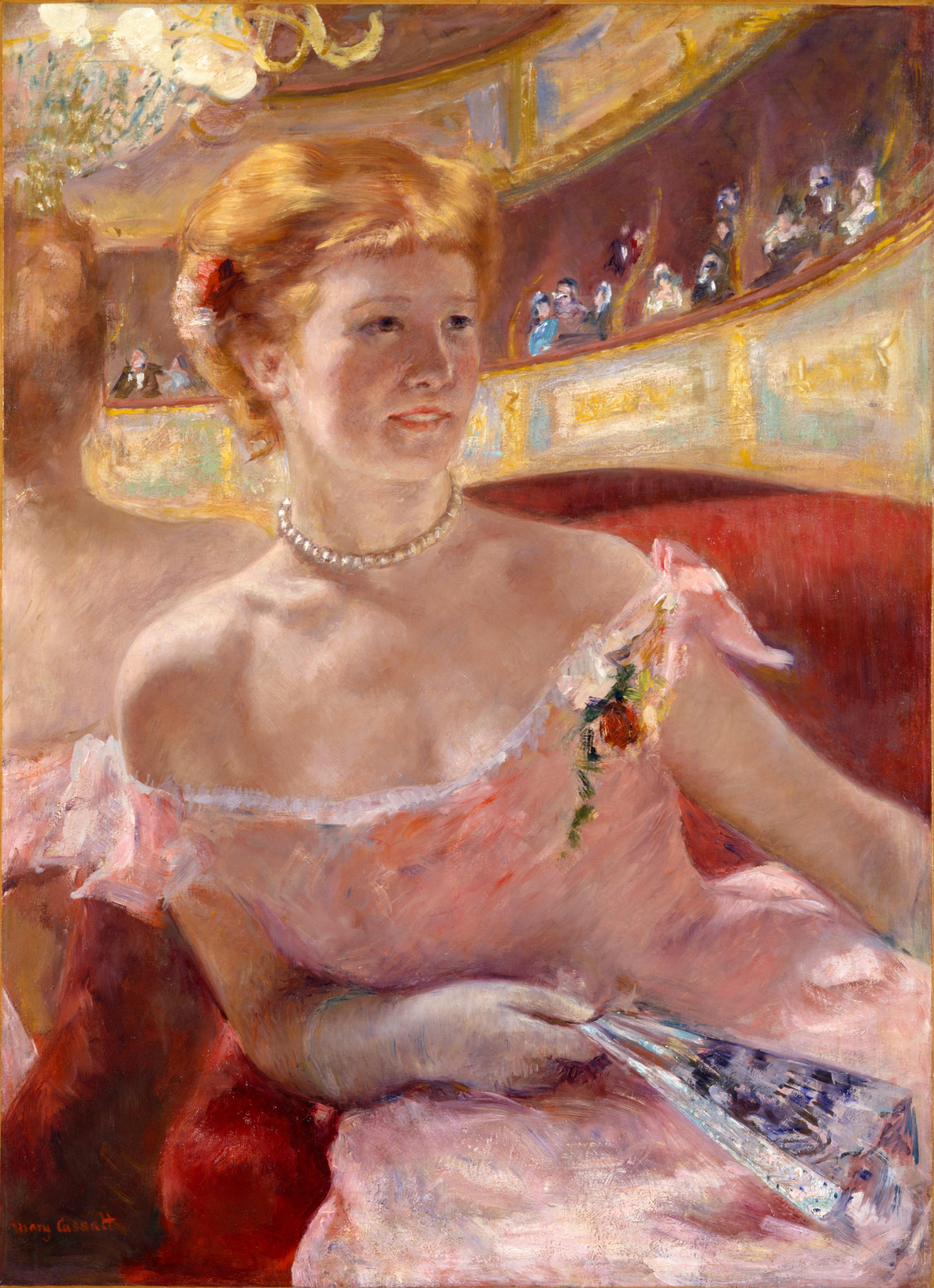
Mujer con collar de perlas en un palco, Mary Cassatt.

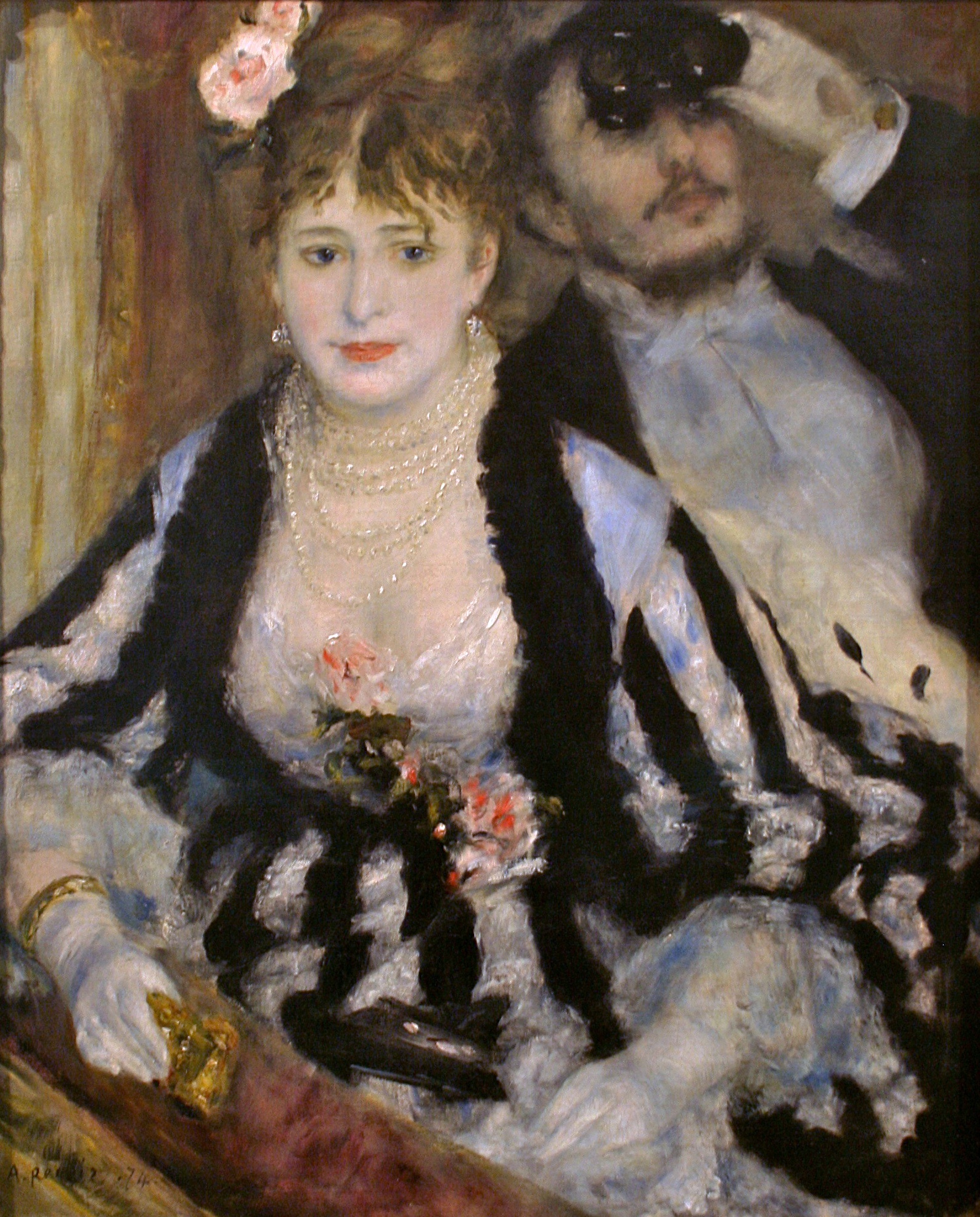
El palco, Pierre-Auguste Renoir.

Mary Cassatt produjo varias otras pinturas que representan escenas en el teatro de la ópera, como El palco y Mujer con collar de perlas en un palco. Pierre-Auguste Renoir también representó un tema similar en El palco, pero su enfoque del tema difiere del de Cassatt. Mientras Renoir pinta a sus sujetos femeninos para mostrar sus rasgos físicos, Cassatt le da a su sujeto femenino un papel más activo.

## Feminismo
Las mujeres eran casi exclusivamente el tema de las pinturas de Cassatt y se hizo conocida por su representación de mujeres.
Si bien la feminidad durante el siglo XIX continuó asociándose normalmente con el espacio doméstico, Cassatt a veces describió el movimiento de las mujeres hacia el espacio público, capturando la evolución de las normas de género. Aunque permitido, era un riesgo para la reputación de una dama entrar en espacios como un teatro de ópera. Cassatt se comprometió con esta realidad moderna pintando mujeres en los pocos espacios públicos a los que tenían acceso.

### Lenguaje corporal
En esta obra, se ve a la mujer sentada con la espalda recta, ocupando la mayor parte del primer plano. Su codo descansa sobre la barandilla mientras sostiene sus binoculares. Su lenguaje corporal es confiado, sugiriendo poder. Su expresión facial es de alerta, lo que demuestra su curiosidad. La mujer puede darse cuenta de que el hombre la mira fijamente, pero no deja que eso la distraiga de lo que está observando. 

### El poder de la mirada
La mujer continúa mirando activamente a través de sus anteojos a pesar del hombre en su vista lateral. Negándose a mirar en su dirección, la protagonista femenina afirma su independencia en el espacio. Las dos figuras que miran a través de sus binoculares reflejan la dinámica más amplia de género en el espacio público.
El espectador también juega un papel único en la pintura. Cuando uno mira el lienzo, mira fijamente a la mujer, al igual que el hombre en la parte de atrás.

## Procedencia
En el palco fue una de las primeras piezas de Cassatt que se presentó en los Estados Unidos, cuando se exhibió en Boston en 1878. La obra permaneció en posesión de la artista hasta 1893 o 1894, cuando Cassatt la vendió a Martin, Camentron and Company en París. La pintura ingresó al Museo de Bellas Artes de Boston en 1910.